# Daubenhorn
Il Daubenhorn è una montagna delle Alpi Bernesi, situata sopra la città di Leukerbad, in Svizzera, alta 2942 m.
La montagna ha la via ferrata più lunga, o percorso di arrampicata assicurato, in Svizzera. Il percorso è costruito nella parete sud-orientale della montagna e continua fino alla vetta. Questa via ferrata è considerata estremamente difficile (ED) e richiede un'ottima forma fisica per affrontare la salita di 6 ore fino alla vetta dalla base della via ferrata a 2350 m. Inoltre, è anche possibile raggiungere la vetta con un percorso tortuoso partendo dal Passo della Gemmi.